# Prva liga Srbije i Crne Gore u fudbalu (2004/2005)
Sezon 2004/05 Prvej ligi Srbije i Crne Gore – 13. edycja rozgrywek serbsko-czarnogórskiej Prvej ligi (przed startem sezonu liga zmieniła nazwę z Druga liga Srbije i Crne Gore na Prva liga Srbije i Crne Gore) w piłce nożnej, drugiej piłkarskiej klasy rozgrywkowej w Serbii i Czarnogórze.
Rozgrywki po raz pierwszy w historii toczyły się w dwóch grupach: Prva liga Srbije (grupa serbska) oraz Prva liga Crne Gore (grupa czarnogórska) i występowało w nich łącznie 30 drużyn. Po zakończeniu sezonu mistrz, wicemistrz oraz drużyna z 3. miejsca w tabeli Prvej ligi Srbije awansowali bezpośrednio do Super ligi Srbije i Crne Gore, dwie ostatnie drużyny spadły do Srpskiej ligi, a drużyny z 17. i 18. miejsca w tabeli zagrają w barażu o pozostanie w Prvej lidze z dwoma najlepszymi drużynami wśród wicemistrzów Srpskiej ligi. Mistrz Prvej ligi Crne Gore po zakończeniu sezonu awansował bezpośrednio do Super ligi Srbije i Crne Gore, ostatnia drużyna spadła do Drugiej crnogorskiej ligi, a drużyna z 9. miejsca w tabeli zagra w barażu o pozostanie w Prvej lidze z wicemistrzem Drugiej ligi.

## Prva liga Srbije

### Drużyny
W Prvej lidze Srbije w sezonie 2004/05 występowało 20 drużyn.
| Drużyna                                                    | Miasto               | Sezon 2003/04                     | Uwagi                    |
| Drużyny, które spadły z Prvej ligi 2003/04:                |                      |                                   |                          |
| FK Budućnost Banatski Dvor                                 | Banatski Dvor        | 13 miejsce                        |                          |
| FK Napredak Kruševac                                       | Kruševac             | 14 miejsce                        |                          |
| FK Radnički Obrenovac                                      | Belgrad-Obrenovac    | 15 miejsce                        |                          |
| Drużyny, które występowały w Drugiej lidze Sjever 2003/04: |                      |                                   |                          |
| FK Mladost Apatin                                          | Apatin               | 2 miejsce                         |                          |
| RFK Novi Sad                                               | Nowy Sad             | 3 miejsce                         |                          |
| FK Bežanija                                                | Belgrad-Nowy Belgrad | 4 miejsce                         |                          |
| FK Proleter Zrenjanin                                      | Zrenjanin            | 5 miejsce                         |                          |
| Drużyny, które występowały w Drugiej lidze Zapad 2003/04:  |                      |                                   |                          |
| FK Rad                                                     | Belgrad-Savski Venac | 2 miejsce                         |                          |
| FK Jedinstvo Ub                                            | Ub                   | 3 miejsce                         |                          |
| FK Javor Ivanjica                                          | Ivanjica             | 4 miejsce                         |                          |
| FK Novi Pazar                                              | Novi Pazar           | 5 miejsce                         |                          |
| FK Mačva Šabac                                             | Šabac                | 6 miejsce                         | wygrała turniej barażowy |
| Drużyny, które występowały w Drugiej lidze Istok 2003/04:  |                      |                                   |                          |
| OFK Niš                                                    | Nisz                 | 2 miejsce                         |                          |
| FK Radnički Niš                                            | Nisz                 | 3 miejsce                         |                          |
| FK Srem Sremska Mitrovica                                  | Sremska Mitrovica    | 4 miejsce                         |                          |
| FK Vlasina Vlasotince                                      | Vlasotince           | 5 miejsce                         |                          |
| Drużyny, które awansowały z Srpskiej ligi 2003/04:         |                      |                                   |                          |
| FK Kosanica Kuršumlija                                     | Kuršumlija           | 1 miejsce Srpska liga – Istok     |                          |
| FK Mladost Lučani                                          | Lučani               | 1 miejsce Srpska liga – Zapad     |                          |
| FK Spartak Subotica                                        | Subotica             | 1 miejsce Srpska liga – Vojvodina |                          |
| FK Voždovac                                                | Belgrad-Voždovac     | 1 miejsce Srpska liga – Beograd   |                          |

### Tabela
| Poz. | Klub                       | M  | Pkt. | Mecze | Mecze | Mecze | Bramki | Bramki |
| Poz. | Klub                       | M  | Pkt. | zwy.  | rem.  | por.  | zdob.  | stra.  |
| ---- | -------------------------- | -- | ---- | ----- | ----- | ----- | ------ | ------ |
| 1    | FK Budućnost Banatski Dvor | 38 | 76   | 22    | 10    | 6     | 69     | 34     |
| 2    | FK Javor Ivanjica          | 38 | 74   | 22    | 8     | 8     | 44     | 30     |
| 3    | FK Rad                     | 38 | 71   | 21    | 8     | 9     | 64     | 30     |
| 4    | FK Mladost Apatin          | 38 | 63   | 17    | 12    | 9     | 50     | 31     |
| 5    | FK Bežanija                | 38 | 58   | 17    | 7     | 14    | 59     | 53     |
| 6    | FK Napredak Kruševac       | 38 | 55   | 14    | 13    | 11    | 46     | 37     |
| 7    | FK Jedinstvo Ub            | 38 | 53   | 13    | 14    | 11    | 44     | 35     |
| 8    | FK Spartak Subotica        | 38 | 52   | 13    | 13    | 12    | 53     | 44     |
| 9    | FK Srem Sremska Mitrovica  | 38 | 52   | 15    | 7     | 16    | 50     | 48     |
| 10   | FK Novi Pazar              | 38 | 52   | 14    | 10    | 14    | 37     | 39     |
| 11   | FK Mačva Šabac             | 38 | 52   | 14    | 10    | 14    | 44     | 51     |
| 12   | FK Voždovac *              | 38 | 51   | 12    | 15    | 11    | 46     | 37     |
| 13   | RFK Novi Sad               | 38 | 51   | 15    | 6     | 17    | 43     | 40     |
| 14   | OFK Niš                    | 38 | 50   | 13    | 11    | 14    | 39     | 47     |
| 15   | FK Radnički Niš            | 38 | 49   | 13    | 10    | 15    | 40     | 44     |
| 16   | FK Vlasina Vlasotince      | 38 | 48   | 15    | 3     | 20    | 45     | 53     |
| 17   | FK Radnički Obrenovac      | 38 | 43   | 11    | 10    | 17    | 26     | 50     |
| 18   | FK Proleter Zrenjanin      | 38 | 40   | 11    | 7     | 20    | 38     | 59     |
| 19   | FK Kosanica Kuršumlija     | 38 | 29   | 6     | 11    | 21    | 22     | 64     |
| 20   | FK Mladost Lučani          | 38 | 26   | 7     | 5     | 26    | 27     | 60     |

| Legenda:                                 |
| awans do Super ligi Srbije i Crne Gore   |
| baraże o pozostanie w Prvej lidze Srbije |
| spadek do Srpskiej ligi                  |

- FK Budućnost Banatski Dvor, FK Javor Ivanjica i FK Rad awansowały do Super ligi 2005/06.
- FK Radnički Obrenovac i FK Proleter Zrenjanin przegrały swoje mecze barażowe i spadły do Srpskiej ligi 2005/06.
- FK Mladost Lučani i FK Kosanica Kuršumlija spadły do Srpskiej ligi 2005/06.

 * Po sezonie z 12. miejsca do Super ligi Srbije i Crne Gore awansował FK Voždovac (w czerwcu 2005 klub połączył się z występującym w Super lidze klubem FK Železnik Belgrad, gdzie zajął jego miejsce).

## Prva liga Crne Gore

### Drużyny
W Prvej lidze Crne Gore w sezonie 2004/05 występowało 10 drużyn.
| Drużyna                                                 | Miasto           | Sezon 2003/04 | Uwagi                             |
| Drużyna, która spadła z Prvej ligi 2003/04:             |                  |               |                                   |
| FK Kom Podgorica                                        | Podgorica        | 16 miejsce    |                                   |
| Drużyny, które występowały w Drugiej lidze Jug 2003/04: |                  |               |                                   |
| FK Bokelj Kotor                                         | Kotor            | 2 miejsce     |                                   |
| FK Grbalj Radanovići                                    | Radanovići       | 3 miejsce     |                                   |
| FK Jedinstvo Bijelo Polje                               | Bijelo Polje     | 4 miejsce     |                                   |
| OFK Petrovac                                            | Petrovac na Moru | 5 miejsce     |                                   |
| FK Mladost Podgorica                                    | Podgorica        | 6 miejsce     |                                   |
| FK Rudar Pljevlja                                       | Pljevlja         | 7 miejsce     |                                   |
| FK Mogren Budva                                         | Budva            | 8 miejsce     |                                   |
| FK Mornar Bar                                           | Bar              | 9 miejsce     | wygrał baraże z FK Lovćen Cetinje |
| Drużyna, która awansowała z Crnogorskiej ligi 2003/04:  |                  |               |                                   |
| FK Dečić Tuzi                                           | Tuzi             | 1 miejsce     |                                   |

### Tabela
| Poz. | Klub                      | M  | Pkt. | Mecze | Mecze | Mecze | Bramki | Bramki |
| Poz. | Klub                      | M  | Pkt. | zwy.  | rem.  | por.  | zdob.  | stra.  |
| ---- | ------------------------- | -- | ---- | ----- | ----- | ----- | ------ | ------ |
| 1    | FK Jedinstvo Bijelo Polje | 36 | 68   | 19    | 11    | 6     | 57     | 26     |
| 2    | FK Kom Podgorica          | 36 | 58   | 16    | 10    | 10    | 54     | 30     |
| 3    | FK Dečić Tuzi             | 36 | 55   | 12    | 19    | 5     | 40     | 27     |
| 4    | FK Rudar Pljevlja         | 36 | 51   | 13    | 12    | 11    | 38     | 39     |
| 5    | OFK Petrovac              | 36 | 45   | 12    | 9     | 15    | 34     | 38     |
| 6    | FK Mogren Budva           | 36 | 45   | 11    | 12    | 13    | 40     | 46     |
| 7    | FK Grbalj Radanovići      | 36 | 43   | 11    | 10    | 15    | 36     | 50     |
| 8    | FK Bokelj Kotor           | 36 | 41   | 10    | 11    | 15    | 30     | 40     |
| 9    | FK Mornar Bar             | 36 | 39   | 10    | 9     | 17    | 31     | 46     |
| 10   | FK Mladost Podgorica      | 36 | 38   | 9     | 11    | 16    | 31     | 49     |

| Legenda:                                    |
| awans do Super ligi Srbije i Crne Gore      |
| baraże o pozostanie w Prvej lidze Crne Gore |
| spadek do Drugiej crnogorskiej ligi         |

- FK Jedinstvo Bijelo Polje awansowało do Super ligi 2005/06.
- FK Mornar Bar wygrał swoje mecze barażowe i pozostał w Prvej lidze 2005/06.
- FK Mladost Podgorica spadł do Drugiej crnogorskiej ligi 2005/06.

## Baraż o grę w Prvej lidze Srbije
- W barażu o pozostanie w / awans do Prvej ligi Srbije występowało 6 drużyn, które grały o dwa miejsca w Prvej lidze w sezonie 2005/06: 
  - FK Radnički Obrenovac – 17. drużyna Prvej ligi Srbije
  - FK Proleter Zrenjanin – 18. drużyna Prvej ligi Srbije
  - FK ČSK Pivara Čelarevo – 2. drużyna Srpskiej ligi Vojvodina
  - FK Posavac Knezevac – 2. drużyna Srpskiej ligi Beograd
  - FK Sevojno – 2. drużyna Srpskiej ligi Zapad
  - FK Železničar Niš – 2. drużyna Srpskiej ligi Istok

### 1. runda

#### FK Posavac Knezevac-FK ČSK Pivara Čelarevo
|         | Data            | Drużyna 1.             | Drużyna 2.             | Wynik |
| 1. mecz | 22 czerwca 2005 | FK Posavac Knezevac    | FK ČSK Pivara Čelarevo | 1:1   |
| Rewanż  | 26 czerwca 2005 | FK ČSK Pivara Čelarevo | FK Posavac Knezevac    | 5:1   |

- FK Posavac Knezevac przegrał mecze barażowe i pozostał w Srpskiej lidze.
- FK ČSK Pivara Čelarevo wygrała mecze barażowe i awansowała do 2. rundy baraży o awans do Prvej ligi Srbije.

#### FK Sevojno-FK Železničar Niš
|         | Data            | Drużyna 1.        | Drużyna 2.        | Wynik         |
| 1. mecz | 22 czerwca 2005 | FK Sevojno        | FK Železničar Niš | 7:1           |
| Rewanż  | 26 czerwca 2005 | FK Železničar Niš | FK Sevojno        | mecz odwołany |

- FK Sevojno wygrał mecze barażowe i awansował do 2. rundy baraży o awans do Prvej ligi Srbije.
- FK Železničar Niš przegrał mecze barażowe i pozostał w Srpskiej lidze.

### 2. runda

#### FK Sevojno-FK Radnički Obrenovac
|         | Data         | Drużyna 1.            | Drużyna 2.            | Wynik |
| 1. mecz | 3 lipca 2005 | FK Sevojno            | FK Radnički Obrenovac | 3:0   |
| Rewanż  | 6 lipca 2005 | FK Radnički Obrenovac | FK Sevojno            | 0:1   |

- FK Sevojno wygrał mecze barażowe i awansował do Prvej ligi Srbije.
- FK Radnički Obrenovac przegrał mecze barażowe i spadł do Srpskiej ligi.

#### FK ČSK Pivara Čelarevo-FK Proleter Zrenjanin
|         | Data         | Drużyna 1.             | Drużyna 2.             | Wynik |
| 1. mecz | 3 lipca 2005 | FK ČSK Pivara Čelarevo | FK Proleter Zrenjanin  | 2:1   |
| Rewanż  | 6 lipca 2005 | FK Proleter Zrenjanin  | FK ČSK Pivara Čelarevo | 0:0   |

- FK ČSK Pivara Čelarevo wygrała mecze barażowe i awansowała do Prvej ligi Srbije.
- FK Proleter Zrenjanin przegrał mecze barażowe i spadł do Srpskiej ligi.

## Baraż o grę w Prvej lidze Crne Gore
- W barażu o pozostanie w / awans do Prvej ligi Crne Gore występowało 2 drużyny, które grały o jedno miejsce w Prvej lidze w sezonie 2005/06: 
  - FK Mornar Bar – 9. drużyna Prvej ligi Crne Gore
  - FK Gusinje – 2. drużyna Drugiej crnogorskiej ligi

|         | Data            | Drużyna 1.    | Drużyna 2.    | Wynik |
| 1. mecz | 8 czerwca 2005  | FK Gusinje    | FK Mornar Bar | 1:1   |
| Rewanż  | 12 czerwca 2005 | FK Mornar Bar | FK Gusinje    | 1:0   |

- FK Mornar Bar wygrał mecze barażowe i pozostał w Prvej lidze Crne Gore.
- FK Gusinje przegrał mecze barażowe i pozostał w Drugiej crnogorskiej lidze.